# Downsi csata
A downsi tengeri csatát 1639. október 31-én vívták az egyesült spanyol-portugál flotta, illetve a holland köztársaság hajói. A csata a nyolcvanéves háború egyik döntő mozzanata volt, amely során az Antonio de Oquendo admirális vezetése alatt álló spanyol flotta súlyos vereséget szenvedett a Maarten Tromp admirális vezetése alatt álló holland köztársasági flottától.

## A csata előkészületei
1639-ben a spanyol korona 77 hajóból álló flottát szerelt fel, amely összesen 24 000 katonát és tengerészt szállított volna Spanyol-Flandriában állomásozó erőik megsegítésére, mivel a szárazföldi utánpótlási vonalakat a franciák elvágták. A flotta, Antonio de Oquendo admirális vezénylete alatt, szeptember 16-án hajózott ki La Coruña kikötőjéből. A flotta Dunkirk felé hajózott, mivel ez volt az utolsó, spanyol kézen lévő kikötő az Északi-tengeren. A spanyol flottát szeptember 25-én fedezték fel a Tromp vezetése alatt álló holland hajók, de csatára nem került sor: Trompnak összesen 13 hajója volt, ebből egyet visszaküldött Hollandiába erősítésért és kezdetben csak megelégedett azzal, hogy nyomon követte a spanyolt flottát.
A következő napon, szeptember 26-án Tromp még egy hajót elvesztett, amikor a Groot Christoffel felrobbant, de ugyanezen a napon megérkezett a Witte de With altengernagy vezetése alatt álló erősítés, ezzel a holland hajók száma 16-ra emelkedett. Tromp szeptember 27-én csatát kezdeményezett a spanyolokkal. A hollandok ágyútüzüket a legnagyobb és legerősebb spanyol hajókra összpontosították és sikerült ezeket annyira megrongálni, hogy az egész flotta morálját megroppantották (ugyanakkor a spanyolok még mindig számszerű fölényben voltak). De With tengernagy szokásos stílusában elhagyta a csatasort és egymás után támadta meg és süllyesztette el a spanyol hajókat. A következő nap egy 12 hajóból álló holland flottilla csatlakozott a küzdelemhez, Joost Banckert ellentengernagy vezetése alatt.
A spanyolok, akik elsősorban a katonákat szállító hajók védelmére összpontosítottak, nem akartak további küzdelembe bocsátkozni és Anglia déli partja mentén kerestek menedéket a hollandok elől, a ma „The Downs” néven ismert horgonyzóhelyen, amely Dover és Deal között található. A közelben állomásozott egy angol flotta is, John Pennington tengernagy vezetése alatt. A spanyolok abban reménykedtek, hogy a csatornán szokásos őszi viharok miatt a hollandok hamarosan visszatérnek kikötőikbe. 28-án este valóban ez történt, De With és Tromp visszahúzódott, hogy kijavítsák a hajókat ért károkat és feltöltsék puskaporkészleteiket. Ezután visszatértek az angol partokhoz és 30-án felfedezték a downsi horgonyzóhelyen állomásozó spanyolokat. A hollandok ekkor blokád alá vették a spanyol hajókat és további erősítést kértek a holland Admiralitástól, illetve a holland admirálisok saját pénzükből minden, ágyúval felszerelt kereskedelmi hajót felbéreltek a közeli kikötőkből. Az újonnan érkezett hajók közül sokan önként csatlakoztak a holland flottához, a spanyolok veresége után várható gazdag zsákmány reményében. Október végére Trompnak mintegy 105 hajó állt a rendelkezésére, ezen felül 12 gyújtóhajó.
Időközben a spanyolok megkezdték a csapatok átszállítását Flandriába, angol hajókon és a brit korona lobogója alatt. Tromp ezért a blokádot kiterjesztette és minden angol hajót megállított, átkutatott és a spanyol katonákat foglyul ejtette. Hogy az angolok várható, ellenséges reakcióját megelőzze, Tromp kapcsolatba lépett Penningtonnal és bemutatott neki egy „titkos” (feltehetően hamisított) parancsot a holland Admiralitástól, amelyben utasították a spanyolok felkutatására és megtámadására. Tromp kapcsolatba lépett a spanyol admirálissal, De Oquendo-val is, és megkérdezte, hogy miért kerülte el a nyílt csatát. De Oquendo válaszában kifejtette, hogy előbb meg akarja javítani hajóit, de nem áll rendelkezésére megfelelő nyersanyag, elsősorban árbócnak való fa. Tromp erre ellátta a spanyolokat a hajóik kijavításához szükséges anyagokkal.

## A csata lefolyása
Október 31-én a hollandoknak kedvező, keleti szél támadt és Tromp elhatározta magát a cseledvésre: De With-et egy flottaegységgel elküldte, hogy figyelje az angolokat és akadályozza meg, hogy beavatkozzanak a kibontakozó csatába. Két másik egységet a lehetséges menekülési útvonalak lezárására küldött (északon Cornelis Jol és délen Jan Hendriksz de Nijs parancsnokok vezénylete alatt. A maradék három egységgel támadást indított. A hollandok közeledtét látva a legnagyobb, nehezen manőverezhető spanyol hajók legénysége bepánikolt és szántszándékkal a sekély vízbe vezették és zátonyra futtatták hajóikat, amiket a parton összegyűlt angolok azonnal kifosztottak. A spanyolok többsége azonban, a hollandok támadására számítva, megpróbált áttörni a blokádon.
De Quendo zászlóshajója, a „Santiago” vezette a spanyol kitörést, mögötte a „Santa Teresa” hajózott, amely a portugál flottaegység zászlóshajója volt. A hollandok ekkor bevetették a gyújtóhajókat, amelyeket a Santiago el tudott kerülni egy utolsó pillanatban végrehajtott kitérő manőverrel, ám így ezek a Santa Teresát találták telibe (amely két másik gyújtóhajó támadását hárította el korábban). Mint a legnagyobb és legnehezebben manőverezhető hajó a spanyol flottában, a Santa Teresa kigyulladt, parancsnoka, Lope de Hoces admirális életét vesztette és a hajó szinte teljes legénysége odaveszett.
A spanyol flottában hajózó portugál egységeket a zeelandi Johan Evertsen admiráls támadta gyújtóhajóival, legtöbbjüket elfogta vagy lángra lobbantotta. A korabeli források alapján a spanyolok vesztesége kb. 15 000 halott és 1 800 fogoly volt, ami feltehetően eltúlzott adat, hiszen a katonák nagy része ekkor már elérte Flandriát. De Quendo a Santiago fedélzetén sikeresen tört ki a blokádból hét hajóval együtt és elérték Dunkirk kikötőjét.

## A csata után
A hollandok elsöprő győzelme hosszú időre meggyengítette a spanyol flottát. A holland szabadságharc, a nyolcvanéves háború során a spanyolok és a hollandok számos kisebb-nagyobb tengeri küzdelmet vívtak, melyeknek kiegyensúlyozott kimenetele egyáltalán nem utalt a későbbi holland tengeri fölényre. A downsi vereséget követően a hollandok átvették az Északi-tenger feletti ellenőrzést, illetve a spanyol flotta meggyengülését kihasználva gyorsan megtámadtak és elfoglaltak néhány spanyol gyarmatot. A spanyolok számára még ennél is súlyosabb következményekkel járt, hogy Spanyol-Németalföld helyzete súlyosan megrendült az utánpótlás hiányában, illetve a vereség hírére felkelés tört ki Portugáliában, ennek következtében 1640-ben felbomlott az Ibériai unió és Portugália visszanyerte függetlenségét.
Trompot a hollandok természetesen hősként ünnepelték, és 10 000 aranyforinttal jutalmazták, ami kivívta De With féltékenységét, aki csak 1000 aranyforintot kapott. De With volt a szerzője számos, a csatát leíró korabeli kiadványnak, amelyben Trompot rossz fényben tünteti fel, és magát állítja be a csata igazi hősének. A csata következtében a hollandok a tengerek urainak kezdték tartani magukat: a spanyol uralmat megroppantották, az angolok akkoriban jelentősen meggyengültek és a francia korona még nem kezdett jelentős flottaépítésbe. A hollandok biztonságérzete azonban hamis illúzió volt, hiszen flottájuk jelentős strukturális problémákkal (túl kevés és túl könnyen felszerelt hajó) és nehézkes adminisztrációval küzdött.
Az angolok számára a downsi csata jelentős megaláztatás volt, hiszen a hollandok megsértették felségvizeiket, blokád alá vonták hajóikat és megakadályozták, hogy a csatába beavatkozzanak. A csata egyik következménye az angoloknak a hollandokkal szemben érzett ellenszenve, amely elősegíthette az első angol–holland tengeri háború (1652–1654) kitörését is, amelynek első csatáját nem messze Downs-tól, Goodwin Sands közelében vívták 1652-ben.

## Csatarend

### A holland flotta (Maarten Tromp parancsnoksága alatt)
A csatarend nem teljes mert a korabeli holland források csak a csatában részt vevő kapitányok nevét adták meg, azt nem, hogy melyik hajót vezényelték.
Hajó neve ágyúk száma (flotta/típus/parancsnok) - sorsa
Szeptember 26-án:
Aemilia 57 (Tromp zászlóshajója, parancsnoka Barend Barendsz Cramer) Rotterdam
Frederik Hendrik 36 (Pieter Pietersz de Wint) Amsterdam; október 31-én ez volt Witte de With parancsnoki hajója
Hollandsche Tuyn 32 (Lambert IJsbrandszoon Halfhoorn)
Salamander 40 (Laurens Pietersz Backhuysen)
Gelderland 34 (Willem van Colster) Rotterdam
Sampson 32 (Claes Cornelisz Ham) Noorderkwartier
Omlandia 28 (Jan Gerbrandszoon) Frisia 
Groot Christoffel 28 (a Noorderkwartier admiralitása bérelte fel, Frederick Pieterszoon) - szeptember 26-án felrobbant
Deventer 28 (Robert Post) Amsterdam
Gideon 24 (Hendrick Jansz Kamp) Frisia
Meerminne 28 (Jan Pauluszoon) Zealand
Cornelis Ringelszoon, Zealand-i kapitány irányítása alatt ismeretlen 32 ágyús hajó
Erősítés szeptember 27-én:
Maeght van Dordrecht 42 (Witte de With altengernagy) Rotterdam
Overijssel 24 (Jacques Forant) Amsterdam
Utrecht 30 (Gerrit Meyndertsz den Uyl) Amsterdam
Sint Laurens 32 (A. Dommertszoon)
Bommel 28 (Sybrant Barentsz Waterdrincker) Amsterdam
Erősítés szeptember 28-án:
A Banckert-flotta:
't Wapen van Zeeland 28 (Joost Banckert altengernagy) Zealand
Zeeridder 34 (Frans Jansz van Vlissingen) Zealand
Zutphen 28 (Joris van Cats) Amsterdam
Walcheren 28 (Jan Theunisz Sluis) Amsterdam
't Wapen van Holland 39 (Lieven Cornelisz de Zeeuw) Noorderkwartier
Neptunis 33 (Albert 't Jongen Hoen) Noorderkwartier
Amsterdam 10 (Pieter Barentsz Dorrevelt) Amsterdam 
Drenthe 16 (Gerrit Veen) Amsterdam
Rotterdam 10 (Joris Pietersz van den Broecke) Frisia
Arnemuyden 22 (Adriaen Jansz de Gloeyende Oven) Zealand
Ter Goes 24 (Abraham Crijnssen) Zealand
Friesland 22 (Tjaert de Groot) Frisia
A szeptember 31-én beérkezett erősítések után
Az Evertsen-flotta:
Vlissingen 34 (Vice-Admiral Johan Evertsen, flagcaptain Frans Jansen) Zealand
A De Withflotta: harminc hajó, négy gyújtóhajó
A Jol-flotta, hét hajó:
Jupiter (Cornelis Cornelisz Jol "Houtebeen") WIC
A De Nijs-flotta, nyolc hajó

### A spanyol-portugál flotta (Antonio de Oquendo parancsnoksága alatt)
A spanyol Armada csatarendje 1639. szeptember 6-án, amikor kihajóztak. Összesen 77 hajó.
Hajó neve ágyúk száma (flotta/típus/parancsnok) - sorsa
Santiago 60 (Castile) - Capitana Real vagyis királyi zászlóshajó. Dunkirk felé kitört 1639. november 1-jén.
San Antonio (pinnace) (Masibradi) - Október 31-én az angol part mentén megfeneklett.
San Agustin (pinnace) (Martin Ladron de Guevara) - Október 31-én az angol part mentén megfeneklett.
Santa Teresa 60 (Portugál) - Don Lope de Hoces. Október 31-én megsemmisült.
San Jeronimo
San Agustin (Nápoly) - Vice-Admiral. Október 31-én az angol part mentén megfeneklett és 3-4 nappal később megsemmisült
El Gran Alejandro (Martin Ladron de Guevara) - A hollandok elfoglalták
Santa Ana (Portugál)
San Sebastian
Santa Catalina (Guipuzcoa) - Október 31-én megfeneklett.
San Lazaro
San Blas (Masibradi) - Október 31-én megfeneklett.
San Jer髇imo (Masibradi) - Október 31-én leégett.
San Nicolas
Santiago (Castile) - November 2-án Dover környékén legégett.
San Juan Bautista (Guipuzcoa) - Október 31-én elsüllyedt.
Esquevel 16 (hired Dane) - Szeptember 28-án a hollandok elfoglalták
San Jose (Dunkirk)
Los Angeles (Castile) - Október 31-én megfeneklett
Santiago (Portugal) - Október 31-én megfeneklett
Delfin Dorado (Naples) - Október 31-én megfeneklett
San Antonio (Naples) - Október 31-én megfeneklett
San Juan Evangelista (Dunkirk)
El Pingue (felbérelt hajó) - Október 31-én elsüllyedt
San Carlos (Masibradi)
San Nicolas (Masibradi)
San Miguel
Orfeo 44 (Naples) - A Goodwin homokzátonyon megfeneklett október 31-én
San Vicente Ferrer (Dunkerque)
San Martin (Dunkerque)
Nuestra Senora de Monteagudo (Dunkerque) - November 1-jén elérte Dunkirk kikötőjét
Santiago 60? (Galicia) - Október 31-én a hollandok elfogták
? (flag of Masibradi) - Szeptember 28-án a hollandok elfoglalták, még ugyanazon a napon a spanyolok visszafoglalták, November 1-jén elmenekült Dunkirk-be, 4 nappal később zátonyra futott
Santo Tomas (Martin Ladron de Guevara) - Október 31-én megfeneklett
Nuestra Senora de Luz
Santa Clara
San Gedeon (Dunkerque)
San Jacinto
San Carlos (Dunkerque) - Október 31-én elsüllyedt
Santo Cristo de Burgos (San Josef) - Október 31-én a francia partok előtt elsüllyedt
San Paulo (Masibradi)
San Miguel
La Corona (felbérelt hajó)
La Presa vagy San Pablo La Presa (Castile)
San Esteban (Martin Ladron de Guevara) - Október 31-én a hollandok elfoglalták
San Pedro de la Fortuna (felbérelt hajó) - Október 31-én megfeneklett, de később megszabadult a homokzátonyról
Los Angeles (felbérelt hajó)
Aguila Imperial
La Mujer
Santo Domingo de Polonia (felbérelt, lengyel hajó) - Október 31-én megfeneklett
San Jose (Vizcaya zászlóshajója) - Október 31-én elfogták
San Salvador (Dunkirk zászlóshajója) - November 1-jén elérte Dunkirk kikötőjét
Sao Balthasar (a portugál altengernagy zászlóshajója) 1640-ben elérte Lisszabont
San Francisco 50? (Dunkerque) - November 1-jén elérte Dunkirk kikötőjét
San Pedro el Grande (Ladron de Guevara zászlóshajója)
Santiago (Martin Ladron de Guevara)
Jesus Maria
San Pedro Martir (felbérelt hajó) - Október 31-én megfeneklett
Fama (felbérelt hajó) - Október 31-én megfeneklett
Santa Cruz (Masibradi)
San Daniel (Guipuzcoa) - Október 31-én megfeneklett
San Juan Evangelista (Hamburgból felbérelt hajó) - Október 31-én megfeneklett
Santa Agnes (fregatt) (Naples) - Megfeneklett, de november 3-án ismét hajózótt
Grune? (Castile) - Október 31-én megfeneklett
Santa Teresa (Saetia) (Castile) - Október 31-én egy francia kalóz elfoglalta
Exchange (bérelt angol szállítóhajó) - Mind a nyolc angol szállítóhajó, amelyet a spanyolok béreltek, szeptember 22-én elérte a downsi öblöt, ahol a hollandok elfogták azokat
Peregrine (bérelt angol szállítóhajó)
Assurance (bérelt angol szállítóhajó)
További öt bérelt angol szállítóhajó